# Jerzy Hołowiecki
Jerzy Hołowiecki (ur. 8 maja 1937 w Warszawie) – polski lekarz, profesor doktor habilitowany nauk medycznych ze specjalnościami choroby wewnętrzne, onkohematologia i transplantacja szpiku kostnego.

## Edukacja
W czasie II wojny światowej rodzinę Hołowieckich deportowano do ZSRR, po jej zakończeniu powrócił do Polski i osiadł w Wałbrzychu, gdzie uczęszczał do szkoły podstawowej i gimnazjum. W 1953 przeprowadził się do Bytomia i kontynuował naukę w II Liceum Ogólnokształcącym. Dwukrotny laureat ogólnopolskich olimpiad z dziedziny chemii. Po uzyskaniu świadectwa dojrzałości w 1955 podjął studia na Wydziale Lekarskim Śląskiej Akademii Medycznej. Dyplom lekarza zdobył w 1962. Staże naukowe odbywał w renomowanych klinikach, m.in. w Londynie (Birch Hill Hospital, Kings College Hospital), Wiedniu (Instytut Białaczek i Hematologii L. Boltzmanna) i Zurychu.
Specjalizacje:
- 1966 – I stopnia z chorób wewnętrznych
- 1970 – II stopnia z chorób wewnętrznych

Stopień naukowy doktora nauk medycznych uzyskał broniąc pracę Badania nad wpływem surowic chorych na zapalenie kłębków nerkowych na hodowle komórek ludzkiej nerki w 1968.

## Kariera zawodowa
W 1970 zorganizował laboratorium hematologiczne, a w 1972 Pracownię Hematologii. Rok później został ordynatorem Oddziału Hematologii.
W 1988 otrzymał stanowisko profesora nadzwyczajnego, a w 1993 – stanowisko profesora zwyczajnego. Od 1988 do 2007 roku był kierownikiem Katedry i Kliniki Hematologii i Transplantacji Szpiku w Katowicach.
Od 1996 przewodniczy Polskiej Szkole Hematologii działającej pod patronatem Polskiego Towarzystwa Hematologii i Transplantologii.
20 czerwca 1998 roku Jerzy Hołowiecki został wybrany na członka korespondenta Polskiej Akademii Umiejętności.
W 2008 roku Warszawski Uniwersytet Medyczny przyznał Jerzemu Hołowieckiemu tytuł doctor honoris causa.
W 2013 schemat leczenia ostrej białaczki szpikowej kladrybiną jego autorstwa stał się światowym standardem według zaleceń NCCN (National Comprehensive Cancer Network).

## Odznaczenia i nagrody
- Krzyż Oficerski Orderu Odrodzenia Polski
- Krzyż Kawalerski Orderu Odrodzenia Polski
- Złoty Krzyż Zasługi
- Medal 40-lecia Polski Ludowej
- Medal Komisji Edukacji Narodowej
- Odznaka "Za wzorową pracę w służbie zdrowia"
- Złota Odznaka "Zasłużony w rozwoju województwa katowickiego"
- Nagroda Sodalis Honoris Causa Associato Medicorum Bohemoslovakorum J. E. Purkyne
- Specjalna Nagroda Ministra Zdrowia
- Nagroda Sekretarza Naukowego PAN
- Złoty Medal Kongresu Onkologii Polskiej

## Publikacje
- Współautor G-CSF administered in time-sequenced setting during remission induction and consolidation therapy of adult acute lymphoblastic leukemia has beneficial influence on early recovery and possibly improves long-term outcome: a randomized multicenter study, "Leuk. Lymph." 2002, 43(2), 315-325;
- J. Hołowiecki Przeszczepianie szpiku i komórek krwiotwórczych z krwi obwodowej w nowotworach, w: Onkologia kliniczna, red. M. Krzakowski, t. 1, Warszawa 2001, 133-185;
- J. Hołowiecki, Choroby układu krwiotwórczego, w: Interna, red. W. Januszewicz, F. Kokot, t. 2, Warszawa 2001, 711-821.
- 150 publikacji w czasopismach
- 28 rozdziałów w podręcznikach

## Życie prywatne
Żonaty z Beatą Stellą-Hołowiecką, również lekarzem hematologiem. Ma córkę Aleksandrę – lekarkę oraz syna Rafała – magistra ekonomii. Mieszka w Katowicach.